# 抗酸菌症治療薬
抗酸菌症治療薬（こうさんきんしょうちりょうやく）とは、抗酸菌感染症に対して用いられる抗菌薬の一群を指す用語である。
一般的な細菌とは異なり、抗酸菌は発育が遅く、細胞壁の代謝は遅い上にミコール酸を多く含む。そのため、抗酸菌は一般的に抗菌剤に対しての感受性を、ペニシリン系・セフェム系・カルバペネム系といったβラクタム系抗生物質は持たないことが多い。
また結核菌、非結核性抗酸菌、癩菌のそれぞれも薬剤感受性に特徴があり、治療方針に相違がある。抗酸菌は、DNA代謝阻害薬、葉酸代謝阻害薬、蛋白代謝阻害薬には感受性を示すことが多い。

## 結核菌
薬剤耐性菌を誘導しないため、3剤以上を確実に一定期間服用させる治療が標準的である。WHOは Direct Observed Treatment Short-course(DOTS, 直接監視下短期化学療法）を推奨する。標準的では、最初の2か月をINH+RFP+PZA+(SM または EB）の4剤で治療し、その後の4か月間をINH＋RFP の2剤かINH＋RFP＋EBの3剤で治療するが、薬剤に対する耐性やアレルギー、副作用のため、組み合わせを変更せざるを得ないこともある。
- リファンピシン(RFP)
- イソニアジド(INH)
- ストレプトマイシン(SM)
- ピラジナミド(PZA)
- エタンブトール(EB)
- カナマイシン(KM)
- パラアミノサリチル酸(PAS)
- サイクロセリン(CS)
- レボフロキサシン(LVFX)
- クラリスロマイシン(CAM)

## 非結核性抗酸菌
結核菌に準じた薬剤が効果を示すことが多い。一般的にはCAM+RFP+EB+SMの4剤併用である。薬剤に抵抗性を示す菌種も多く、組み合わせを変更して加療することも多い。
- アジスロマイシン - 日本ではHIV感染者に対して保険適応が認められている。

## 癩菌
- ジアフェニルスルホン（DDS）
- クロファジミン（CLF）
- リファンピシン（RFP）

この3剤併用が標準的治療である。
- オフロキサシン(OFLX)
- レボフロキサシン(LVFX)
- クラリスロマイシン(CAM)
- ミノサイクリン(MINO)

標準的治療が副作用などのため施行できないときには、薬剤感受性も検討した上で、代替薬として用いられることもある。